# Буготак (железнодорожная станция)
Буготак — станция в Тогучинском районе Новосибирской области. Входит в состав Буготакского сельсовета.

## География
Площадь станции — 55 гектаров.

## Население
| 2002 | 2007 | 2010 |
| ---- | ---- | ---- |
| 513  | ↗537 | ↘522 |

## Инфраструктура
На станции по данным на 2007 год функционирует 1 учреждение образования.